# SMS Szent István (1914)
SMS «Szent István» (венг. Святой Иштван) — австро-венгерский линкор (дредноут) типа «Вирибус Унитис» («Тегетгоф»), воевавший в составе флота Австро-Венгрии в Первую мировую войну.
Назван в честь венгерского короля, сделавшего христианство официальной религией Венгрии.
Строительство корабля велось в Фиуме на Дунайских верфях компании Ganz & Company’s Danubius. Оно задерживалось из-за начала Первой мировой войны, но корабль был успешно принят в состав флота в декабре 1915 года. Большую часть он провёл на якоре в Поле, покидая гавань только для учений. Первое и единственное крупное плавание корабль начал 9 июня 1918 года с целью патрулирования пролива Отранто и обстрела побережья Италии — этот поход стал роковым для корабля, поскольку его утром 10 июня обнаружили итальянские торпедные катера MAS и пустили ко дну. Корабль получил два торпедных попадания, которые пришлись в котельную — туда мгновенно хлынула вода, и корабль затонул в течение трёх часов. Из 1094 человек экипажа 89 погибли.

## Строительство

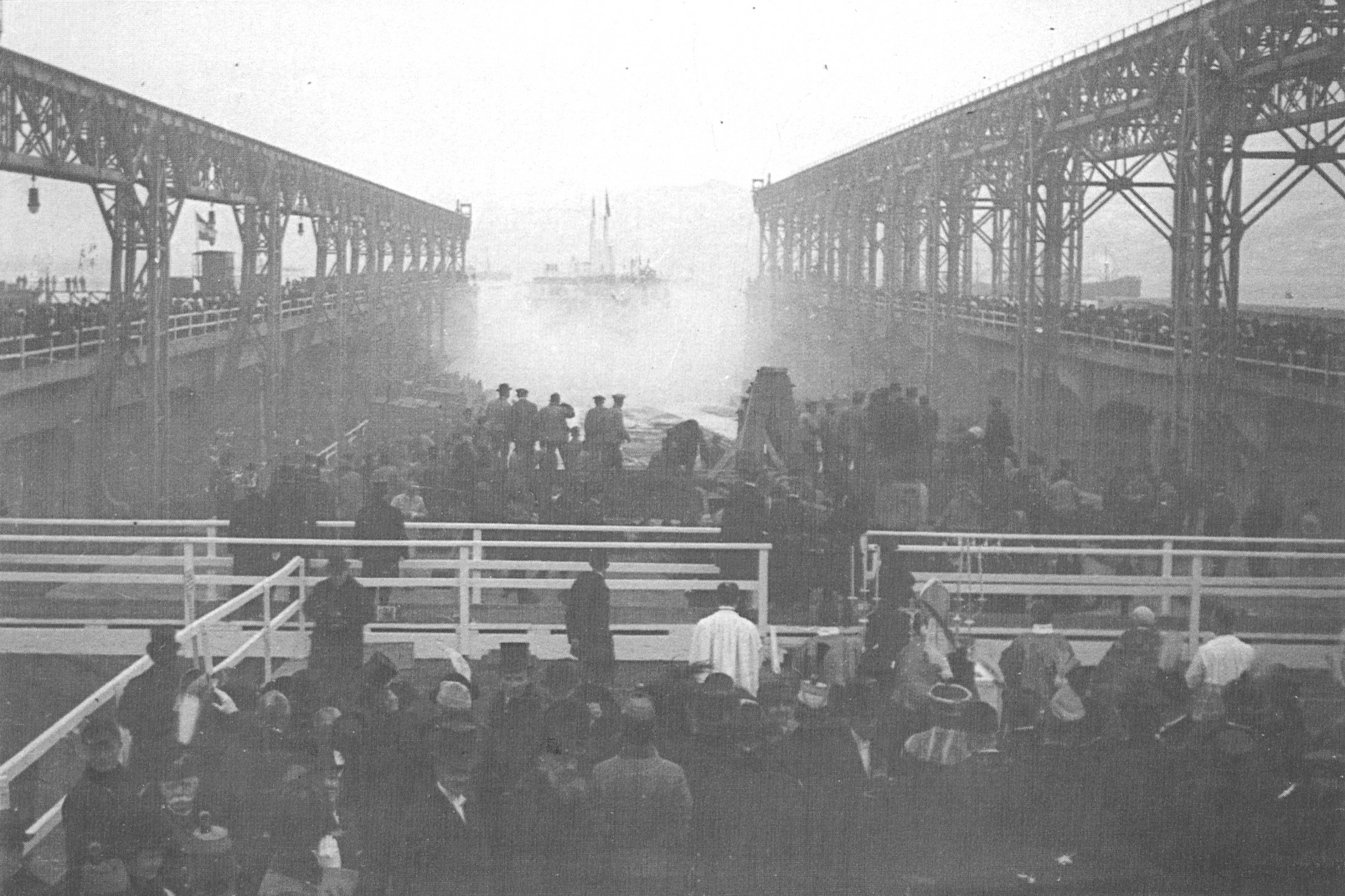
Спуск судна на воду

Строительство «Сент-Иштвана» началось 29 января 1912 года на судостроительных верфях «Ganz & Company’s Danubius» в Фиуме (ныне Риека, там расположена крупнейшая хорватская верфь). Крайний срок завершения строительства «линейного корабля номер 7» (так было в проекте) был определён на 30 июля 1914 года. Корабль в течение 17 месяцев не строился: отчасти из-за того, что о нём банально забыли, отчасти из-за подготовки к войне, отчасти из-за технических проблем (у предприятия не было опыта по строительству дредноутов). В договоре с компанией был включён специальный пункт, согласно которому дредноут строился исключительно при помощи венгерских материалов.
Корабль был спущен на воду 17 января 1914 года, но имя «Сент-Иштван» получил 13 декабря 1915 года. Первоначально Военно-морской департамент предложил имя «Хуньяди» (SMS Hunyadi) в честь известного венгерского полководца и героя войн с османской Турцией, но эрцгерцог Франц Фердинанд, который был ярым противником венгерского сепаратизма, потребовал дать кораблю имя «Лаудон» (SMS Laudon). В конечном счёте сам император утвердил имя «Сент-Иштван». Строительство было связано с очень огромными расходами, поскольку строительная фирма ранее строила только торговые суда и не имела опыта в строительстве боевых кораблей. Линкор вошёл в состав флота 17 ноября 1915 года. Во время торжественного спуска на воду произошло чрезвычайное происшествие: моряки должны были бросить правый якорь, чтобы линкор не врезался в соседнее пассажирское судно, с которого наблюдали за спуском «Сент-Иштвана», однако якорная цепь оторвалась и попала в двух человек. Один человек погиб мгновенно от несовместимых с жизнью переломов, второй выжил, но серьёзно раздробил руку.
«Сент-Иштван» отличался от трёх кораблей-близнецов тем, что его платформа строилась вокруг дымохода и простиралась от мостика до кормовой трубы (на корме были установлены несколько прожекторов). Второй отличительной чертой была улучшенная вентиляционная труба перед грот-мачтой. Это был единственный корабль, который не был снабжён противоминными и противоторпедными сетями.

## Параметры
Общая длина линкора «Сент-Иштван» достигала 152,18 м при ширине 28 м и осадке 8,6 м. Стандартное водоизмещение составляло 20008 т, полное — 21689 т. Скег каждого винта был твёрдым, похожим на лезвие, в отличие от скегов стоечного типа, использовавшихся на других линкорах того же класса. У скега была большая поперечная устойчивость, которая тем самым ограничивала поворот руля на 10 градусов и уменьшала износ руля. Корпус был с двойным дном толщиной 1,22 м с усиленной нижней частью, состоявшей из двух слоёв по 25 мм.
Основными двигателями были паровые турбины AEG-Curtis, каждая из них располагалась в разных частях машинного отделения. Приводились они в движение 12 котлами Babcock & Wilcox в двух котельных. Мощность турбин составляла 26 тысяч лошадиных сил и давала теоретическую скорость в 20 узлов (на практике оценивание не проводилось). Максимальная дальность плавания составляла 4200 морских миль при скорости в 10 узлов.
«Сент-Иштван» был вооружён 305-мм главными орудиями 45 калибра типа K 10 в четырёх башнях (по три орудия на башню). Вторичным вооружением являлись двенадцать 150-мм орудий 50 калибра типа K 10, установленные в казематах. Ещё столько же 66-мм орудий 50 калибра типа K 10 располагались на верхней палубе на открытой местности, три 66-мм таких же орудия ставились на верхних турелях для противовоздушной защиты. На линкоре были четыре торпедных аппарата: носовой, кормовой и два бортовых. Запас торпед — 12 штук.
Броневой пояс на уровне ватерлинии линкоров типа «Вирибус Унитис» имел толщину 280 мм до уровня барбетов, толщина носовой и кормовой брони — до 150 мм, хотя на самом носу толщина брони достигала только 110—130 мм. Верхний броневой пояс имел толщину 180 мм, но она уменьшалась, начиная от первого барбета и вплоть до кормы до 110 мм. Казематы были защищены поясом толщиной в 180 мм, стены орудийных башен, барбеты и командирская башня — 280 мм, верхние зенитные башни — толщиной 60-150 мм. Толщина палубной брони достигала 30-48 мм (два слоя). Система подводной защиты состояла из расширения двойного дна вплоть до нижней кромки ватерлинии: толщина внешней перегородки составляла 10 мм. Дополнительной защитой служили переборки торпедных аппаратов, укреплённые двумя 25-мм листами. Высота всей системы достигала 1,6 метров, чего не было достаточно для полноценной защиты от взрыва торпеды или морской мины.

## Служба
«Сент-Иштван» базировался в Пуле в течение службы. Он редко покидал порт (только ради артобстрела в Фажанском заливе). Всего корабль проплавал 54 дня, а оставшиеся 937 дней он провёл в гавани, будучи постоянно на ремонте и охране. Его нижнюю палубу и киль даже ни разу не чистили и не мыли. 15 декабря 1916 года корабль посетил Карл I, австрийский император, а 12 декабря 1917 года на нём провёл некоторое время и Вильгельм II, германский император, проверяя базу подлодок в Пуле. Итальянцы организовали не менее 80 авианалётов на Пулу с 1915 по 1917 годы, что заставляло зенитчиков корабля быть постоянно в боевой готовности.

### Гибель корабля

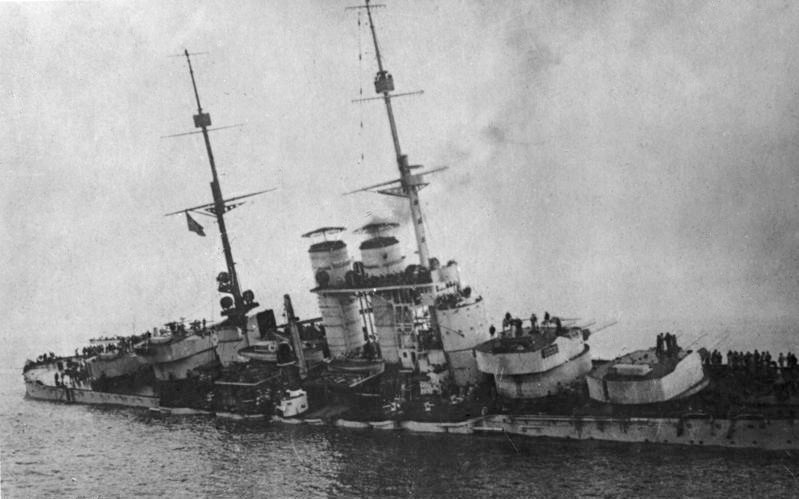
Тонущий «Сент-Иштван». Кадр из кинохроники 9 июня 1918 года

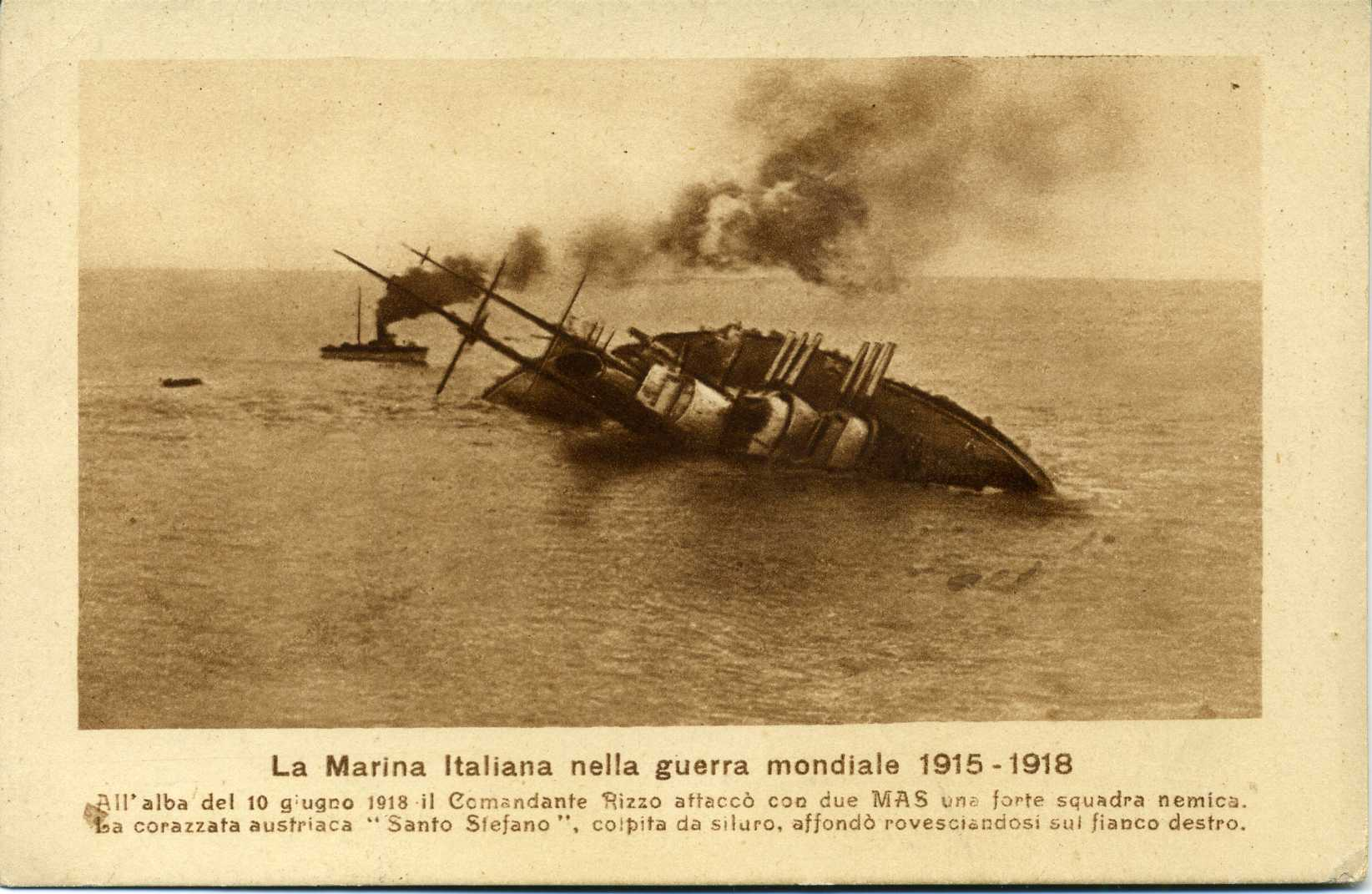
Последние мгновения жизни корабля

На 15 июня 1918 года Верховное командование армии Австро-Венгрии запланировало грандиозную наступательную операцию сухопутных войск в Италии, что должно было выбить войска Антанты с полуострова и восстановить контроль над захваченными землями. Флот должен был нанести удар с фланга, чтобы парализовать обороноспособность армии Италии, однако этот план провалился по всем статьям. Пока сухопутные войска безуспешно пытались прорвать фронт, флот был привлечён к операции против Отрантского противолодочного барража.
Контр-адмирал Миклош Хорти, вероятно, пытался таким образом помочь флоту прорваться (корабли и подлодки гибли на заграждениях) и поднять боевой дух экипажей линкоров. Он писал в своих мемуарах: «В этой операции должен был принять участие весь флот, поскольку было совершенно ясно, что после 15 мая 1917 года противник бросит в бой свои броненосные крейсера для того, чтобы хотя бы перехватить наши силы на отходе. Я считал, что наш флот будет способен окружить и уничтожить их». По мнению личного биографа О. Рюттера, адмирал строил сверхсекретный план атаки: «Он заключался во внезапной атаке на пролив силами крейсеров и эсминцев, в то время как обеспечивающие их линкоры должны были прикрыть последующий отход (лёгких сил) активными действиями против любых кораблей противника, которые могли выйти наперехват из Валоны или Бриндизи. Все корабли, привлеченные к участию в операции, должны были занять исходные позиции к атаке на рассвете 11 июня». Однако каким-то образом произошла утечка информации, и так или иначе, но итальянцы были проинформированы о секретном замысле Хорти.
Первыми вышли в море «Принц Ойген» и флагманский «Вирибус Унитис», на борту которого находился контр-адмирал Хорти со всем штабом флота. На корабль также были предусмотрительно приглашены журналисты и киносъёмочная группа для запечатления битвы Хорти. Корабли покинули рейд днём 8 июня якобы для учебных стрельб в канале Фазаны, ночью проследовали вдоль далматского побережья к заливу Таджер, где укрылись на светлое время суток. В течение следующей ночи отряд совершил ещё один переход в небольшой отдалённый залив Слано, к северу от Рагузы.
Второй отряд, состоявший из «Сент-Иштвана» и «Тегетгофа», сопровождали один эсминец и шесть миноносцев. Они снялись с якоря 9 июня в 22:15, и должны были идти тем же маршрутом. Выход задержался на 45 минут из-за того, что входные боны были не разведены. Выйдя в море, отряд был вынужден снизить эскадренный ход с 16 до 12 узлов, поскольку на «Сент Иштване» стали сильно разогреваться подшипники группы турбин правого борта. Для приведения температуры в норму сделали все возможное и невозможное — и скорость удалось увеличить до 14 узлов. Итого отряд отстал от графика на полтора часа, в то время как к соединению кораблей приближалась группа торпедных катеров.
Итальянский отряд состоял из торпедных катеров MAS-15 (командир А. Гори) и MAS-21 (командир Дж. Аонцо). Командовал группой Луиджи Риццо, шедший на MAS-15 (незадолго до этого он отсидел семь суток в военной тюрьме за то, что не уберёг катера в Анконе). Катера вышли из Анконы в 17:00 9 июня на буксире миноносцев № 15 и № 18, чтобы сэкономить топливо для ночных операций. Первоначально Риццо велел проверить воды около островов Груция и Сельве, а затем неожиданно приказал провести траление мин на 30-метровых глубинах (причины этого так и остались неясными). К ночи итальянцы двинулись по направлению австро-венгерского соединения. В 3:15 10 июня Риццо обнаружил дымы с правого борта и приказал изменить курс навстречу приближавшимся кораблям. Его катера проскользнули между австрийскими миноносцами охранения, и в 3:25 его катер MAS-15 атаковал с дистанции около 800 м.
В 3:30 две торпеды калибром 450-мм попали в «Сент-Иштван» (по некоторым сведениям, в корабль попала ещё одна торпеда с MAS-21, который собирался торпедировать «Тегетгоф», однако официально это не подтверждено). Кормовое котельное отделение дредноута стремительно заполнилось водой, и он получил крен в 10° на правый борт. Сразу после атаки итальянцы кинулись наутёк, сбросив под форштевень преследующего их миноносца № 76 все имевшиеся глубинные бомбы. «Тегетгоф» вышел из строя вправо и пошёл зигзагом, что привело ко всеобщей панике: кто-то убеждал, что рядом скрываются подводные лодки. Лёгкая артиллерия открыла ураганный огонь на поражение, однако настигнуть итальянцев так и не удалось. В 4:45 «Тегетгоф» взял торпедированного собрата на буксир и повёл его в залив Бргульджи (к этому моменту турбины на «Сент-Иштване» были уже остановлены, а крен уменьшен до 7° контрзатоплением соответствующих отсеков и погребов вспомогательной артиллерии по противоположному борту).
Попадания пришлись самое уязвимое место - в район поперечной водонепроницаемой переборки, разделявшей оба котельных отделения. Течь усугублялась слабостью конструкции корабля (множество отверстий для прохода трубопроводов, воздуховодов и электрокабелей). Носовое котельное отделение вскоре также начало затапливать. Крен снова начал расти, что повлекло за собой остановку котлов по правому борту и на миделе из-за угрозы взрыва (в действии остались лишь два котла по левому борту). Корабль почти полностью лишился энергии — водоотливные насосы остановились, а электричества не хватало даже для поддержания стабильного освещения. Чтобы хоть как-то уменьшить нараставший крен, боезапас первой подачи выбросили за борт, а 305-мм башни развернули на противоположный борт. Но даже это не помогло - насосы по-прежнему не работали, а слабость клепаных швов переборок привела к фильтрации, из-за чего отсек за отсеком неуклонно затоплялись. Крен продолжал расти, и вскоре порты вспомогательной артиллерии правого борта ушли под воду. Надежда взять погибающий дредноут на буксир и посадить его на мель у берега окончательно растаяла. Был отдан приказ оставить корабль.
В 6:05 «Сент-Иштван» перевернулся и затонул. Как показали подводные съёмки 2017 года - несмотря на опрокидывание корабля, трёхорудийные башни остались на своих погонах, в том же положении "на левый борт". Из 1094 человек экипажа 89 (в основном кочегары и механики, отрезанные водой в низах) утонули вместе с дредноутом, остальных удалось подобрать кораблями сопровождения. Гибель линкора была запечатлена на киноплёнку, став одним из самых известных и часто используемых медийных файлов и визуальных рядов, связанных с кинохроникой Первой мировой войны.
«Сент-Иштван» стал единственным линкором, потопление которого было заснято на киноплёнку в период Первой Мировой Войны. Останки корабля обнаружили около хорватского острова Премуда в 1970-е годы. Правительство Югославии объявило остров зоной, охраняемой Министерством культуры СФРЮ, и запретило там любительский дайвинг. Этот запрет ныне действует и по законодательству Республики Хорватия.

## Последствия
После гибели корабля Хорти приказал отменить операцию, поскольку решил, что она уже не являлась секретом для итальянцев и не имела смысла. Все корабли вернулись в свои базы. Впрочем, сами итальянцы и не подозревали о выходе дредноутов из Пулы, пока 10 июня самолёты разведки не обнаружили пустую гавань города.
Командир итальянских катерников Луиджи Риццо королевским декретом от 22 июля 1918 года за эту победу был удостоен второй золотой медали и рыцарского креста Военного ордена (первый комплект наград он получил за потопление австрийского броненосца береговой обороны «Вена» в ночь с 9 на 10 декабря 1917 года). После войны итальянцы поместили катер MAS-15 для всеобщего обозрения в римском «Музео ди Рисорджименто», где он находится до сих пор. 10 июня отмечается в Италии как Праздник Военно-морского флота.
В 1976 году югославские военно-морские водолазы нашли обломки корабля, но не подняли их. Правительство объявило территорию, где были найдены обломки, охраняемой культурной зоной, и запретило там появляться водолазам-любителям. Уже после распада Югославии хорватские водолазы изучили корабль и подняли обломки. Учёные пришли к выводу, что броневой пояс проходил на 2 метра ниже ватерлинии(?), а торпеды попали в уязвимую часть корабля — котельную.

## В культуре

### Фильм
В 2008 году о гибели «Святого Иштвана» был снят документальный фильм (режиссёр Мария Магдалена Коллер, оператор Стефан Мусс). В фильме показаны закулисная сторона и последствия его гибели. В особенности высвечена роль Франца Дуэллера, машиновожатого (техническое звание на флоте, аналогичное лейтенанту) на «Святом Иштване». У фильма несколько названий, немецкая версия называется "Смерть на рассвете — гибель «Святого Иштвана» (нем. Tod im Morgengrauen – Der Untergang der Szent István.)

### Музеи

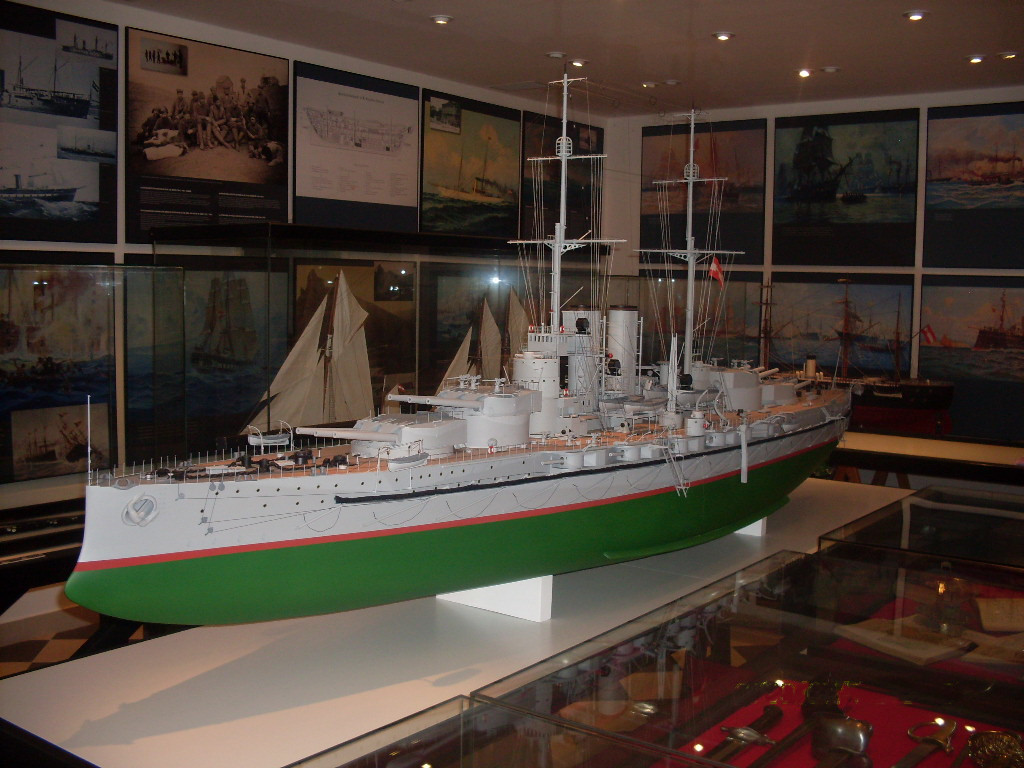
Модель корабля SMS Szent István в военном музее Gallerion, Новиград (Истрия)

- История ВМС Австро-Венгрии (нем. K.u.K. Kriegsmarine) показана в Военно-историческом музее Вены, там также есть фотографии этого корабля.[16].
  - В военном музее (Новиград, Истрия) есть модель корабля[17].

### Игры
- Достижение Better than the Szent István в игре Heart of Iron 4 отсылает к кораблю

### На немецком
- Zvonimir Freivogel. Tauchgang um das K. u. K. Schlachtschiff Szent Istvan // Marine-Arsenal. Special. — Wölfersheim-Berstadt: Podzun-Pallas, 1998. — Т. 8. — ISBN 3-7909-0642-5.
- Dr. Walter Wagner, Dr.Erich Gabriel. Die 'Tegetthoff' Klasse. — Vienna, 1979. — С. 7—9, 96-97.

### На английском
- Paul Kennedy. The Sinking of the Szent Istvan // The History of the First World War. — Bristol: BPC Publishing Ltd., 1971. — Т. 7. — С. 3072—3075.
- Erwin F. Sieche. Conway's All the World's Fighting Ships: 1906–1921 / Robert Gardiner, Randal Gray. — Annapolis: Naval Institute Press, 1985. — ISBN 978-0-85177-245-5.
- Erwin F. Sieche. S.M.S. Szent István: Hungaria's Only and Ill-Fated Dreadnought (англ.) // Warship International. — Toledo, OH: International Warship Research Organization, 1991. — No. 2. — P. 112–146. — ISSN 0043-0374.
- Anthony Sokol. The Imperial and Royal Austro-Hungarian Navy. — Annapolis, MD: Naval Institute Press, 1968.